# Ars-en-Ré
Ars-en-Ré ist eine Gemeinde mit 1306 Einwohnern (Stand 1. Januar 2022) im Westen der Île de Ré an der französischen Atlantikküste in der Region Nouvelle-Aquitaine im Département Charente-Maritime.
Ars-en-Ré wurde von der Vereinigung Les Plus Beaux Villages de France zu einem der schönsten Dörfer Frankreichs erklärt.

## Geografie

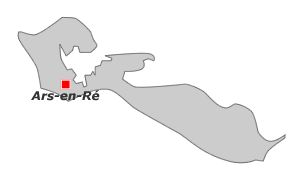
Die Lage des Ortes auf der Île de Ré

Die Gemeinde liegt auf einer Höhe von Null bis 15 m und verfügt über eine Fläche von 10,95 km².
Der Hafen ist tidenabhängig und fällt bei Ebbe fast völlig trocken, der Wasserstand kann aber mittels eines Tores auch gehalten werden. Er dient heute als Hafen für Freizeitboote. Eine Segelschule ist hier ebenfalls beheimatet.
Die meisten Gassen im Zentrum von Ars sind so eng, dass nur jeweils ein PKW diese passieren kann, sodass viele als Einbahnstraßen beschildert sind.

## Bevölkerungsentwicklung
| Jahr                       | 1962 | 1968 | 1975 | 1982 | 1990 | 1999 | 2007 | 2017 |
| Einwohner                  | 913  | 915  | 961  | 1023 | 1165 | 1294 | 1315 | 1307 |
| Quellen: Cassini und INSEE |      |      |      |      |      |      |      |      |

## Wappen
Beschreibung: Auf Gold mit blauen Lilien besät ein einmastiges rotes Segelschiff mit geblähten Segel.

## Geschichte
Der Hafen von Ars wurde früher von Schiffen aus den Niederlanden und aus den Skandinavischen Ländern angelaufen, die hier mit Salz beladen wurden. Aus dieser Zeit stammt auch der teerschwarze Anstrich der oberen Hälfte des schlanken Turms der sonst völlig weißen Kirche Saint-Étienne, er diente als Seezeichen.
In den Jahren der Französischen Revolution trug Ars kurzzeitig den Namen „La Concorde“.
Als sich Frankreich im Zweiten Weltkrieg unter deutscher Besatzung befand, ließen die deutschen Truppen nicht nur die Küsten mit Bunkern des sogenannten Atlantikwalls verbauen, sondern im Gemeindegebiet von Ars-en-Ré auch die Militäranlage Karola errichten. Diese befand sich im Wald Forêt de la Combe-à-l’Eau. Am 8. Mai 1945 mussten sich die auf der Île de Ré stationierten Deutschen den Alliierten kampflos ergeben.

## Sehenswürdigkeiten
Siehe auch: Liste der Monuments historiques in Ars-en-Ré
- Kirche Saint-Étienne
- Das ehemalige Bahnhofsgebäude am Hafen dient heute dem Maler Philippe Deschamp als Atelier und Galerie.

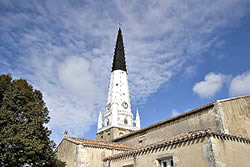
Kirche Saint-Étienne
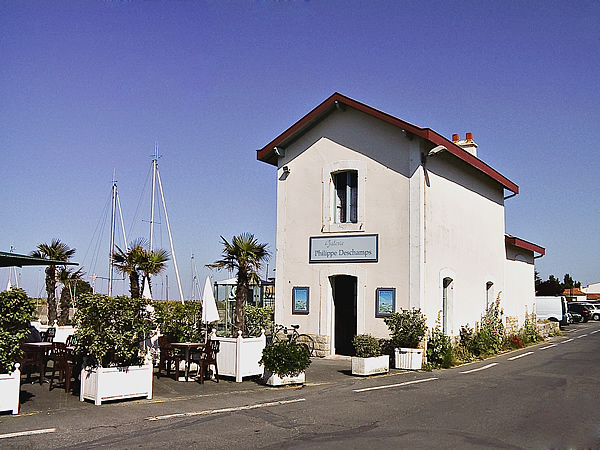
Der ehemalige Bahnhof
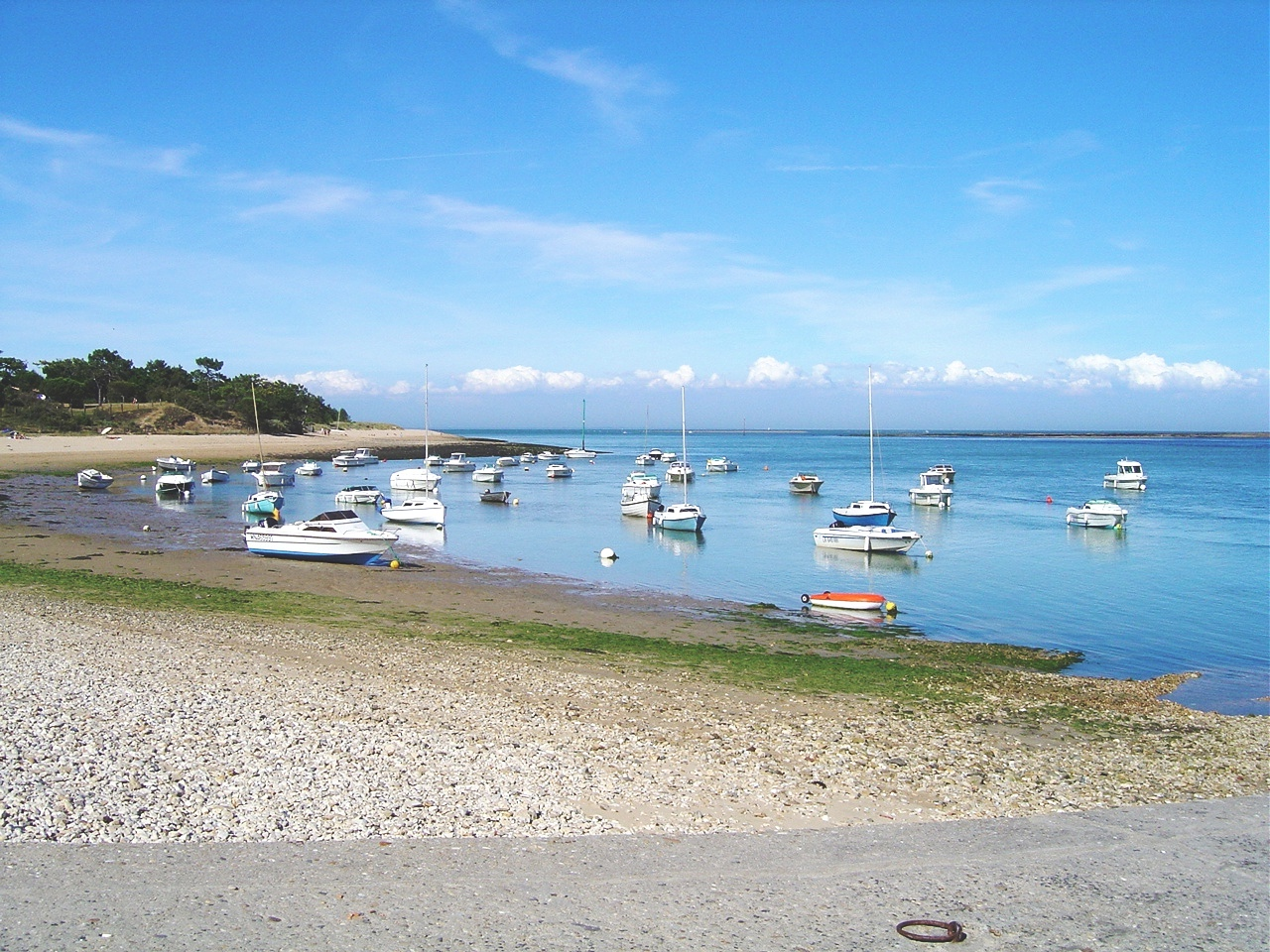
Der Strand Trousse-Chemise und die Bucht Fier d’ars (Gemeinde Les Portes-en-Ré)
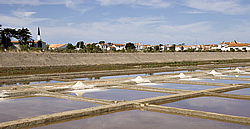
Salzgärten

## Partnerstadt
- Naucelles (Frankreich)

## Persönlichkeiten
- William Barbotin  (1861–1931), Maler und Bildhauer[2]
- Louis Giraudeau (1852–1937), Maler und Schriftsteller[2]
- Gaston Roullet (1847–1925), Marinemaler[2]